# Laboratoire de mécanique, modélisation et procédés propres
Le Laboratoire de Mécanique, Modélisation et Procédés Propres (M2P2) de Marseille est une unité mixte de recherche ayant trois tutelles Aix-Marseille Université, CNRS Ingénierie et Centrale Méditerranée. Le laboratoire fait partie de la Fédération Fabri de Peiresc et de la fédération ECCOREV (ECosystèmes COntinentaux et Risques EnVironnementaux) et regroupe une centaine de personnes, chercheurs, enseignants-chercheurs, ingénieurs, doctorants et personnel administratif,.

## Histoire
Les origines lointaines du laboratoire remontent à l’Institut de Mécanique des Fluides, premier laboratoire de Mécanique de Marseille (fondé en 1930).
Le M2P2 est issu de la fusion du MSNM (laboratoire Modélisation et Simulation Numérique en Mécanique) avec le LPPE (Laboratoire Procédés Propres et Environnement) en 2004. Cela explique l'originalité de ce laboratoire qui réside dans ses thématiques de recherche dans les domaines de la Mécanique des Fluides Numérique et du Génie des Procédés.

## Le M2P2 aujourd'hui
Actuellement, les activités scientifiques du M2P2 sont positionnées essentiellement sur deux thématiques de référence, la Mécanique des Fluides (approche numérique concernant les fluides complexes, les milieux réactifs, les feux, les plasmas, les milieux hétérogènes …) et le Génie des Procédés (tourné vers les procédés de traitement des eaux et des effluents et les procédés ayant des applications médicales ou pharmaceutiques). On y développe une recherche fondamentale, à visée cognitive et une recherche appliquée (méthodologie, expérimentation) avec de nombreuses actions de transfert de technologie afin de répondre à des enjeux technologiques et socio-économiques.